# Guatemaltekische Fußballnationalmannschaft der Frauen
Die guatemaltekische Fußballnationalmannschaft der Frauen repräsentiert den zentralamerikanischen Staat Guatemala im internationalen Frauenfußball. Ihr erstes Länderspiel bestritt die Mannschaft am 30. August 1998 gegen Puerto Rico, das sie mit 8:0 gewann. Außer gegen China, gegen das die höchste Niederlage zu Buche steht, spielte Guatemala bisher nur gegen nord-, mittel- und südamerikanische Mannschaften.
Bei den CONCACAF Women’s Championship 1998 konnte die Nationalmannschaft ihr bisher bestes Ergebnis erzielen. Beim Turnier in Kanada erreichte sie hinter Kanada, Mexiko und Costa Rica den vierten Platz.

## WM-Qualifikation
Bisher ist es der Mannschaft noch nicht gelungen, sich für eine Fußball-Weltmeisterschaft zu qualifizieren.

## Turniere

### Olympische Spiele
| 1996 – nicht teilgenommen |
| 2000 – nicht qualifiziert |
| 2004 – nicht qualifiziert |
| 2008 – nicht qualifiziert |
| 2012 – nicht qualifiziert |
| 2016 – nicht qualifiziert |
| 2020 – nicht qualifiziert |

### Weltmeisterschaft
- 1991 – nicht teilgenommen
- 1995 – nicht teilgenommen
- 1999 – nicht qualifiziert
- 2003 – nicht qualifiziert
- 2007 – nicht qualifiziert
- 2011 – nicht qualifiziert
- 2015 – nicht qualifiziert
- 2019 – nicht gemeldet
- 2023 – nicht qualifiziert

### CONCACAF Gold Cup / CONCACAF W Championship
- 1991 – nicht teilgenommen
- 1993 – nicht teilgenommen
- 1996 – nicht teilgenommen
- 1998 – Vierter
- 2000 – Vorrunde
- 2002 – nicht qualifiziert
- 2006 – nicht qualifiziert
- 2010 – Vorrunde
- 2014 – Vorrunde
- 2018 – nicht gemeldet
- 2022 – nicht qualifiziert